# باندورا تي في
باندورا تي في (بالإنجليزية: Pandora TV)‏ هو موقع ويب كوري متخصص في مشاركة الفيديو عن طريق بيانات يقدمها المستخدم. أنشئ في أكتوبر 2004.
باندورا تي في هو أول موقع في العالم يضع الاشهارات على الفيديوات التي يرفعها المستخدم، بالإضافة إلى أنه أول موقع يمنح المستخدم مساحة غير محدودة لرفع الفيديو.
خلال شهر يناير 2008 زار الموقع 20 مليون شخص شهريا وذلك بحساب زيارة واحدة فقط لكل شخص،
باندورا تي في يعتبر أكثر موقع لمشاركة الفيديو مشاهدة في كوريا منذ 2005 ويصنف كذلك مع أفضل 15 موقع كوري على الإنترنت. في مارس 2007 كان الموقع متوفراً فقط باللغة الكورية، لكن منذ أبريل 2008 أضيفت للموقع الغات الإنجليزية، الصينية، واليابانية.

## وصلات خارجية
- باندورا تي في
- مدونة باندورا تي في